# امپریالیسم

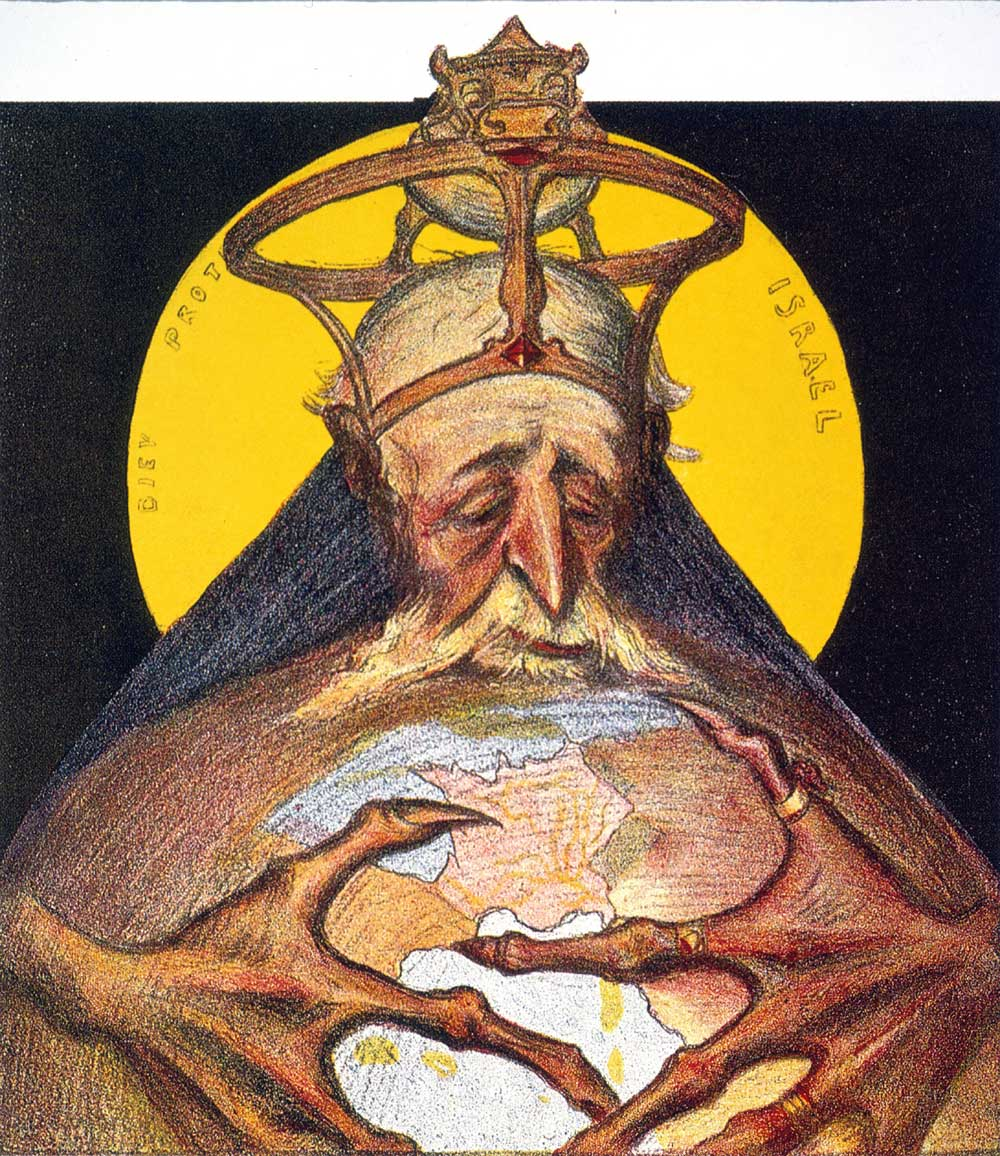

اَمپِریالیسم (به فرانسوی: Impérialisme) یا نظام سلطه یا امپراتوری‌طلبی از واژهٔ قدیمی‌تر امپراتوری (empire) آمده‌است. برای واژهٔ امپریالیسم تعاریف گوناگونی وجود دارد:
- امپریالیسم تصاحب یا تقسیم بازار و در نتیجه مبارزه با ابزارهای مسالمت‌آمیز-دیپلماتیک، یا با ابزارهای اجباری-نظامی است: تصاحب و تقسیمی که از طریق برتری در مبادلات تجاری و صدور سرمایه توسط صنعتی‌ترین کشورها صورت می‌گیرد.[۲]

- امپریالیسم به نظامی گفته می‌شود که به دلیل مقاصد اقتصادی یا سیاسی می‌خواهد از مرزهای ملی و قومی خود تجاوز کند و سرزمین‌ها و ملتها و اقوام دیگر را زیر سلطهٔ خود درآورد.[۳]
- سیاستی که مرام وی بسط نفوذ و قدرت کشور خویش بر کشورهای دیگر است.∗
- رژیمی که بر اثر از میان رفتن خرده‌سرمایه‌داری داخلی و پدید آمدن تراست‌ها و کارتل‌ها دچار تورم تولید و کمبود مواد خام شود و برای به‌دست آوردن مستعمره و بازار به دیگران تجاوز کند.
- این واژه در مفهوم امروزی به معنای کنترل کشوری از سوی کشور دیگر به‌کار می‌رود؛ فرایند تحمیل ارادهٔ کشوری بر کشور دیگر.[۴][۵]
- امپریالیسم عنوانی است برای قدرتی (یا دولتی) که بیرون از حوزهٔ ملی خود به تصرف سرزمین‌های دیگر بپردازد و مردم آن سرزمین‌ها را به زور وادار به فرمانبرداری از خود کند و از منابع اقتصادی و مالی و انسانی آن‌ها به سود خود بهره کند.[۶]

امپریالیسم فقط به معنای تصاحب قلمرو ارضی کشورها نیست بلکه به نحو گسترده‌تری با کسب کنترل سیاسی و اقتصادی بر مردم و اراضی، خواه با نیروی نظامی و خواه با ابزارهای زیرکانه تر، مرتبط است. موضوع امپریالیسم سیاست و شیوه‌های دولتی است که غالباً با ابزارهای اقتصادی، قدرت و سلطهٔ خود را گسترش می‌دهد.
امروزه استفاده از واژه امپریالیسم با توجه به سوابق تاریخی می‌تواند برای برخی دارای جنبه تحقیر داشته یا اشاره به خوی استعماری کشوری باشد و گاهی دارای بار منفی است.

## انواع
در یک دسته‌بندی می‌توان دو نوع امپریالیسم را از یکدیگر باز شناخت: امپریالیسم مهاجر و امپریالیسم سرمایه‌گذار. میان امپریالیسم مهاجر قدیمی که جامعهٔ میزبان را به نسبت دست نخورده باقی می‌گذاشت، و امپریالیسم سرمایه‌دار-سرمایه‌گذار کنونی تفاوت قائل بود، امپریالیسمی که «در مقابل، از همان آغاز بر قلب مسائل درونی جوامع میزبان تأثیر گذارده و مناسبات طبقاتی، ساختارهای اجتماعی و نهادهای سیاسی بنیادی آن را دگرگون می‌کند و به همین دلیل، همراه با خود خیزش‌های بزرگ و سریع را در سرزمین‌های میزبان و در سیاست‌های جهان که در تاریخ بشر بی‌سابقه‌است، پدیدمی‌آورد.

## تاریخچه
واژهٔ امپریالیسم در ۱۸۹۰م در انگلستان توسط هابسون و چند سال بعد در روسیه توسط لنین اولین رهبر شوروی سابق به کار گرفته شد. این واژه به زودی در زبان‌های دیگر بکار گرفته شد و از آن برای بیان کشاکش‌های قدرتهای اروپایی رقیب برای به‌دست آوردن مستعمره و حوزهٔ نفوذ در آفریقا و دیگر قاره‌ها استفاده شد. این کشاکش‌ها که از دههٔ ۱۸۸۰ تا ۱۹۱۴ بر سیاست بین‌المللی حاکم بود، سبب شد که این دوره «عصر امپریالیسم» نامیده شود. هم انگلیسی‌ها و هم امپریالیست‌های اروپای قاره‌ای ادعا می‌کردند که هدفشان گسترش تمدن و رساندن دستاوردهای آن به مردمان دارای نژاد و فرهنگ پست‌تر است. اما در بنیاد این «احساس رسالت» برای تمامی بشریت ایمان به برتری نژادی، مادی، و فرهنگی نژادهای سفید وجود داشت.
کنفرانس برلین که به ابتکار بیسمارک از نوامبر ۱۸۸۴ تا فوریه ۱۸۸۵ و به دنبال اعتراض فرانسه و بلژیک و حتی آلمان به دنبال توافق بریتانیا و پرتغال در مورد رود کنگو برگزار شد، شرایط تقسیم آفریقا و سهم استعمارگران را به گونه‌ای تعیین کرد که از آن پس تمام این قاره زیر امپریالیسم اروپایی قرار گرفت. پس از جنگ جهانی اول، ایدئولوژی امپریالیسم در ایدئولوژی‌های فاشیسم و نازیسم به کمال خود رسید.
این مرحله از اواخر قرن نوزدهم و اوایل قرن بیستم آغاز گردید. تدوین تئوری مربوط به امپریالیسم و تجزیه و تحلیل پنج وجه مشخصه اساسی آن می‌گوید:
1. تمرکز و تراکم تولید و سرمایه موجب ایجاد انحصارها (مونوپول‌ها) شد. انحصارها در این مرحله نقش قاطع را در حیات اقتصادی بازی می‌کنند.
2. ترکیب سرمایه بانکی و سرمایه صنعتی به پیدایش سرمایه مالی و الیگارشی مالی منجر گردید.
3. صدور سرمایه به جای صدور کالا اهمیت ویژه‌ای کسب می‌کند.
4. ایجاد اتحادیه‌ها و کنسول‌های انحصاری سرمایه‌داران، این اتحادیه‌ها به صورت کارتل‌ها، تراست‌ها و کنسرسیومها جهان را از نظر اقتصادی بین خود تقسیم می‌کنند.
5. پایان تقسیم منطقه‌های سرزمین‌های جهان بین بزرگ‌ترین و ثروتمندترین دولت سرمایه‌داری و آغاز تجدید تقسیم آن‌ها.

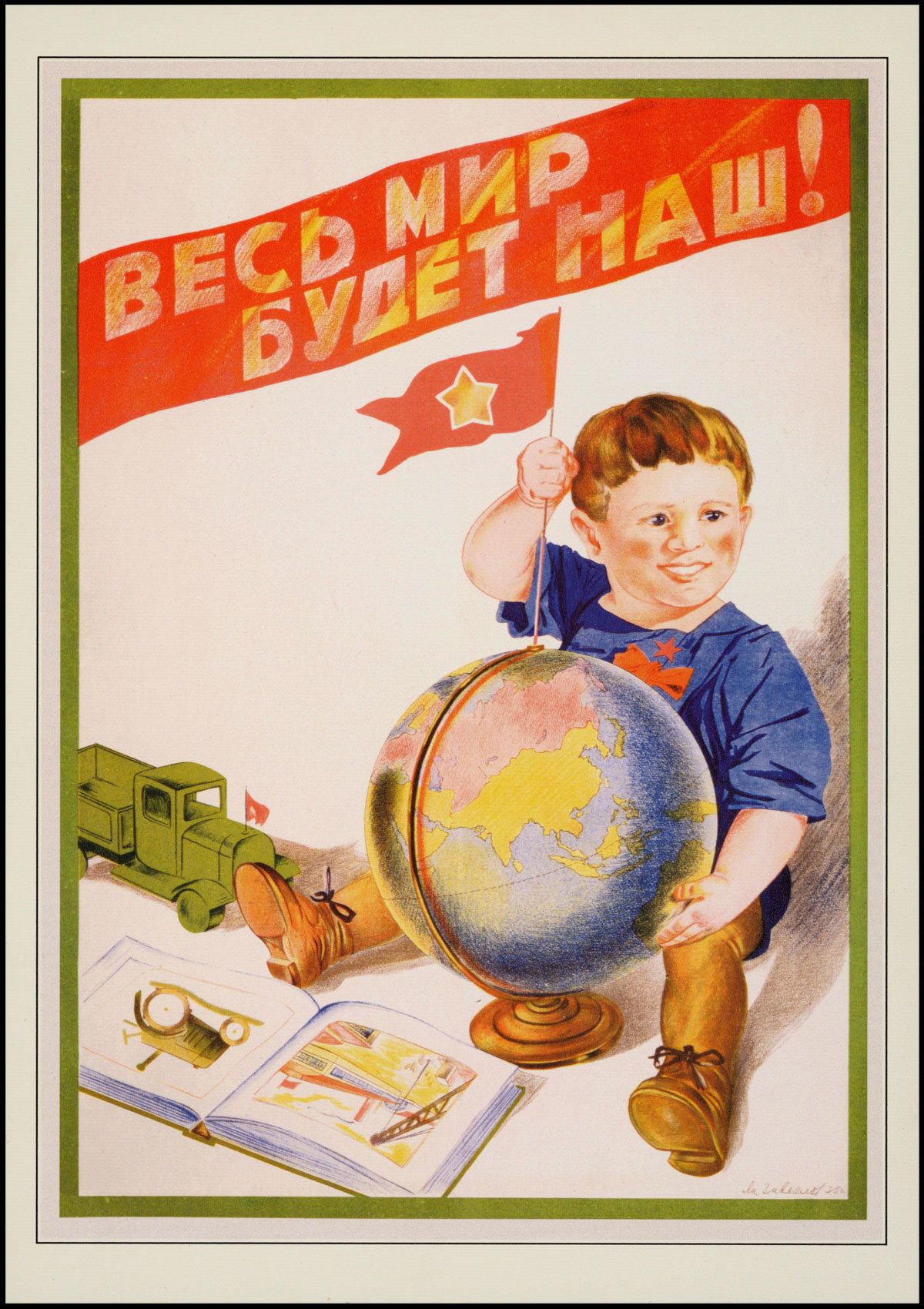

اساس اقتصادی و خصلت ویژه امپریالیسم عبارتست از تسلط انحصارها، انحصارها در رشته‌های مختلف کاملاً و همه جانبهٔ اقتصاد و سیاست بزرگ‌ترین کشورهای سرمایه‌داری را در حیطه اقتدار و زیر سیطره خود می‌گیرند و رقابت آزاد از بین می‌رود. سلطه انحصارها در حیات اقتصادی با نفوذ و قدرت روزافزون آن‌ها در زمینه سیاسی همراه است که دستگاه دولتی را زیر فرمان خود می‌کشند و تحت‌الشعاع منافع خود می‌سازند. در این مرحله سرمایه‌داری، انحصارها امپراتوران قدر قدرتی در همه شئون هستند. خود لغت امپریالیسم نیز از ریشه لاتینی ایمپریو (imperiu) به معنای امپراتوری مشتق می‌شود. در این مرحله اشاعه کم و بیش دوران سرمایه‌داری در سراسر کره زمین جای خود را به تکامل جهشی و فلاکت‌آور داد. این امر موجب شدت وحدت بی‌سابقه کلیه تضادهای سرمایه‌داری یعنی تضادهای اقتصادی، سیاسی، طبقاتی و ملی گردید. مبارزه دول امپریالیستی بر سر بازار فروش و عرصه‌های سرمایه‌گذاری و به‌دست آوردن مواد خام و نیروی کار ارزان و احراز تسلط جهانی، وحدت بی‌سابقه‌ای یافت که در دوران تسلط بلامنازع امپریالیسم، ناگزیر کار را به جنگ‌های ویرانی‌آور می‌کشاند.
امپریالیسم در عین حال مرحله تلاشی سرمایه‌داری، مرحله پوسیدگی و احتضار آنست. در این مرحله در مجموع سیستم جهانی سرمایه‌داری، شرایط برای انقلاب اجتماعی نضج پیدا می‌کند. تضاد بین دول امپریالیستی و کشورهای وابسته و مستعمره، تضاد بین خود دول امپریالیستی هرچه بیشتر شدیدتر می‌شود. واضح است که تشدید تضادها و پوسیدگی ماهوی امپریالیسم به معنای رکود و جمود مطلق سرمایه‌داری نیست.
تضادهای امپریالیسم موجب تسریع پروسه تبدیل سرمایه‌داری انحصاری به سرمایه‌داری انحصاری دولتی گردیده‌است. این شکل در حالی که سلطه انحصارها را بر زندگی مردم تقویت می‌کند نیروی انحصارها را با نیروی دولت در دستگاه واحدی متحد می‌سازد تا حداکثر سود برای بورژوازی تأمین شود و نظام سرمایه‌داری حفظ گردد؛ ولی نه این شکل نه نظامی‌کردن حیات اجتماعی و اقتصادی کشور و نه انتگراسیون (یعنی در هم آمیختگی و ادغام و تشکیل سازمان‌های جدید مافوق ملی، سیاسی و اقتصادی به منظور پیوستگی دول و انحصارات سرمایه‌داری) نمی‌تواند پایه‌های سرمایه‌داری را نجات دهد. رشد تولید در برخی کشورهای سرمایه‌داری هرگز نتوانسته‌است جلوی وحدت یافتن تضادهای ملی و بین‌المللی سرمایه‌داری را بگیرد.

## انتقادها
نوشتار اصلی: انتقادها به امپریالیسم

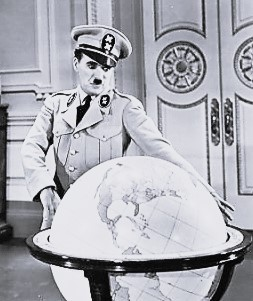

- در حالی که سود و مافوق انحصارها افزایش می‌یابد، اتوماسیون (استفاده از وسایل خودکار در تولید) در شرایط سرمایه‌داری مصائب جدیدی برای زحمتکشان به بار می‌آورد.
- سلطه انحصارها نه فقط علیه کارگران و دهقانان و دیگر زحمتکشان متوجه است بلکه بر منافع قشرهای بورژوازی کوچک و متوسط زیان وارد می‌سازد. واقعیات پوچ بودن تئوری‌هایی نظیر سرمایه‌داری خلقی و دولت بهروزی همگانی را ثابت کرده‌است.

چالمرز جانسن می‌نویسد:

«چنین به‌نظر می‌رسد که یکی از عوارض امپریالیسم پیشرفته، این است که مغز افراد امپریالیست را پوسیده می‌کند؛ زیرا آنها را کم‌کم به این باور می‌رساند که آورندگان تمدن و نور برای انسان‌های نخستین و وحشی هستند و خود را رساننده علم و دانش به انسان‌های عقب افتاده می‌دانند و کار خود را الگویی برای جوامع توسعه نیافته فرض می‌کنند. این نگرش معمولاً با یک طرز فکر نژادپرستانه همراه است که مدعی برتری ذاتی و حق حاکمیت سفیدپوستان بر دیگران است. بسیاری از استعمارگران اروپایی دست خدا را در نظریه فرگشت چارلز داروین می‌دیدند. اگر یک کتاب خوب در این رابطه خواستید، کتاب «همهٔ وحشیان را نابود کنید» نوشتهٔ استیون لیندکوئیست را بخوانید.»

## تحلیل و سازوکار
نوشتار اصلی: تحلیل و سازوکار امپریالیسم
نخستین انتقاد نظری منظم از امپریالیسم جدید را اقتصاددان انگلیسی هابسن (۱۹۴۰–۱۸۵۸) در کتاب خویش به نام امپریالیسم (۱۹۰۲) کرد و برای نخستین بار از این پدیده یک برداشت اقتصادی کرد. این نظریه را لنین گرفت و در کتاب امپریالیسم: عالی‌ترین مرحلهٔ سرمایه‌داری (۱۹۱۵) را بسط داد و این برداشت به نام «نظریهٔ اقتصادی دربارهٔ امپریالیسم» نامدار شد.